# Blízký východ

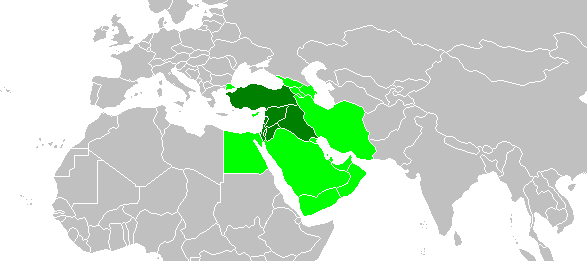
Tmavě zeleně je zobrazen tradiční Blízký východ, světle zeleně Střední východ

Blízký východ nebo také Přední východ (arabsky الشرق الأوسط‎ – aš-šarq al-awsat, hebrejsky המזרח הקרוב‎, persky خاورمیانه xâvar-e-miyâne) je označení pro oblast východního Středomoří a případně i přilehlých oblastí. Pojem vznikl z evropského pohledu jako protiklad Dálného východu.
Vlivem angličtiny se používá výraz Střední východ (Middle East), označující rozšířenou oblast Blízkého východu a přejímaný i do jiných jazyků.
Blízký východ v užším smyslu označuje část jihozápadní Asie zahrnující starověká historická území Mezopotámii, Malou Asii (Anatolii) a Kanaán (pozdější Sýrie a Palestina). V širším smyslu, který vychází zejména z území někdejší osmanské říše, oblast zasahuje i severovýchodní Afriku, a jihovýchodní Evropu (Balkán) a tvoří ji státy: Bahrajn, Egypt, Irák, Írán, Izrael, Jordánsko, Katar, Kuvajt, Libanon, Omán, Jemen, Saúdská Arábie, Sýrie, Turecko a Spojené arabské emiráty. Tato oblast, kde se setkávají tři kontinenty, je označována za jednu z kolébek civilizace – za místo, kde se zformovaly jedny z nejstarších lidských civilizaci. Současně je místem, které dalo vzniknout třem základním světovým monoteistickým náboženstvím – judaismu, křesťanství a islámu. Blízký východ je dějištěm mnoha vojenských konfliktů, od válek v Zálivu až po syrskou občanskou válku; pojmem blízkovýchodní konflikt se však obvykle rozumí izraelsko-palestinský konflikt.

## Počátky lidské civilizace

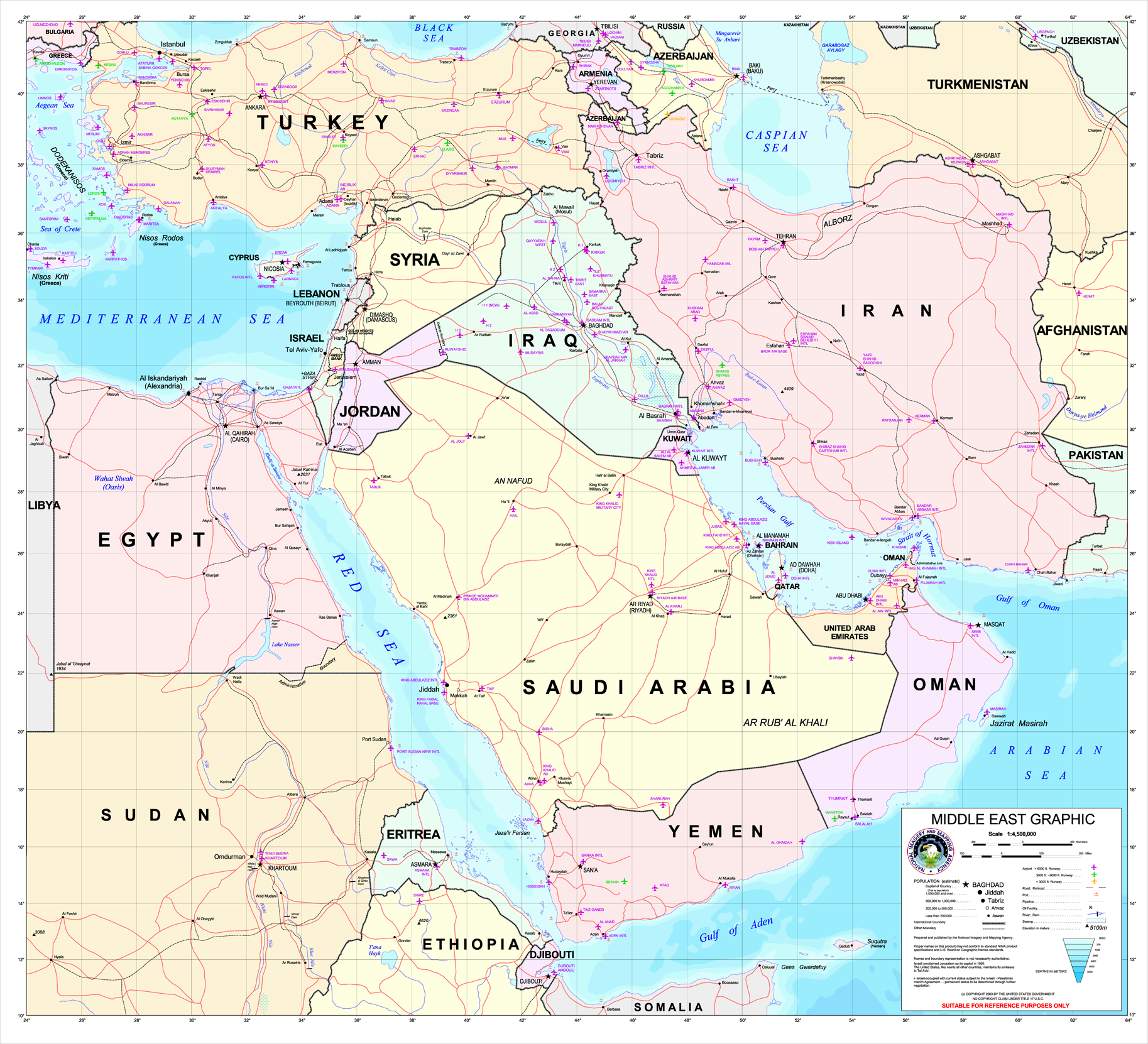
Mapa zobrazující země, které jsou běžně označovány za součást Blízkého východu

V údolí velkých řek v oblasti dnešního Blízkého východu vznikly nejstarší lidské civilizace: egyptská v údolí řeky Nil a sumersko-akkadská u soutoku řek Eufrat a Tigris (pro úplnost dál na východ vznikly další jedinečné kultury v údolí řeky Indu, v dnešním Pákistánu, a v Číně na břehu řeky Chuang-che, česky „Žlutá řeka“). Ze všech starobylých kultur, které přežily až do počátku křesťanské doby a udržely si svůj osobitý charakter i původní jazyk, je nejstarší kultura egyptská. Rozlohu Egypta vymezovalo údolí dolního toku a delty řeky Nil. Zde se vyvinula vyspělá civilizace, která přetrvala 2 500 let. Nejstarší známá zemědělská společenství vznikla na dolním toku řek Eufrat a Tigris v Mezopotámii. Mezi prvními lidmi, kteří se zde před více než 7 000 let usadili, byli Sumerové.
První sumerské obyvatelstvo se objevilo na přelomu 4. a 3. tisíciletí př. n. l. Ve starověku byla Mezopotámie rozdělena na severní Asýrii a jižní Babylonii. Horní část Babylonie se nazývala Akkadská říše a dolní Sumer. Dnes tvoří toto území jižní část Iráku. Sumerové byli národ neznámého původu rasového a jazykového, Akkaďané byli semité. Tato území se stala mimořádně úrodnými, protože stejně jako v Egyptě se lidé naučili regulovat záplavy Nilu, byla i oblast Sumeru a Akkadu propojena přirozenými i umělými kanály. To vše předpokládalo spolupráci lidí a začaly vznikat zpočátku jednotlivé městské státy, které byly silnějšími panovníky spojovány ve větší celky. Významným centrem Mezopotámie se za svého panovníka Chammurapiho (1792–1750 př. n. l.) stal Babylón.
V době, kdy Babylonie dominovala v jižní Mezopotámii, ovládali sever bojovní Asyřané. Nárazníkový stát Asýrie byl zřízen na ochranu proti nájezdům nepřátelských kmenů sídlících v horách na sever a na východ od Babylonie. Království Asyřanů se rozkládalo v údolí horního toku Tigridu v severní části Mezopotámie kolem dnešního Mosulu. Po roce 2000 př. n. l. po sjednocení celé Asýrie začal její tehdejší král pronikat do Sýrie a dál k moři. Kolem roku 1650 př. n. l. se v době války sjednotilo několik malých městských států. Výsledkem byl vznik bohatého a mocného království Chetitů. Chetité vyplenili v roce 1595 př. n. l. Babylonii a postupně obsadili Anatolii (Malou Asii), Sýrii i Levantu a ohrozili moc Asyřanů a Egypťanů v této oblasti. Na jejich říši útočily různé kmeny, což postupně vedlo na přelomu 4. a 3. tisíciletí př. n. l. k jejich zániku.
Oblast od horního toku Eufratu po Sínajský poloostrov a od Středozemního moře po Arabskou poušť byla označována jako Syropalestina (Kanaán). V minulosti to byla oblast politicky nejednotná, rozdrobená v množství městských státečků, do které zasahovaly sousední velmoci – z jihu Egypt, ze severozápadu Chetité, od východu Asyřané aj. Do příchodu Izraele tvořila Palestina kulturní jednotu se Sýrií, a proto se mluví o Syropalestině. Od počátku 3. tisíciletí př. n. l. pronikali do země semitští přistěhovalci, kteří se na západě označovali jako Kenaanci. Izrael označoval Kenaan zpravidla území na západ od Jordánu. Téměř současně s Izraelem pronikli do Kenaanu spolu s jinými kmeny i Pelištejci. Oblast někdejších pelištejských označil řecký historik Hérodotos, který žil v 5. st. př. n. l., jako „Pelištea“ – Palestina. Hebrejci (Židé) osídlili Palestinu už zhruba před 4 000 lety. Do Palestiny přišli ze Sumeru z města Ur – z jihovýchodu dnešního Iráku. Místo jejich původní vlasti není ale přesně známo. Název jejich národa znamená „lidé z druhé strany“ Eufratu a jejich historie se vypráví v Bibli. Podle Starého zákona byl otcem prvních Hebrejců Abrahám.
V pobřežním státě Levanta na východním pobřeží Středozemního moře žili Féničané, kteří byli nejlepšími mořeplavci starověku. Na jihu, na východ od soutoku řek Eufrat a Tigris sídlily různé druhy obyvatelstva, mezi nimiž vynikli Peršané. Persie, dnešní Írán, byla nazývána podle dominantního etnika. Původními obyvateli Persie byli Médové a Peršané, kteří přišli ze Střední Asie asi před 2 800 lety.
Zpočátku byli velice silní Médové. Asi před 2 550 lety se vládce Peršanů vzbouřil proti Médům a chopil se moci. Vytvořil z Persie centrum nové mocné říše. Postupné upadání Asýrie vedlo po roce 630 k založení novobabylonské říše, která byla státním útvarem s centrem ve městě Babylón. V letech 626–539 př. n. l., kdy se země zbavila syrské nadvlády, došlo k novému rozkvětu Babylónu. Novobabylonská říše byla v roce 539 vyvrácena Peršany, kteří pak v Babylonii vládli déle než dvě století.
Arabský poloostrov připustil vytvoření státních celků jen v jihozápadní Arábii – v Jemenu. Ze severních Arabů vytvořili vlastní stát Nabatejci až začátkem křesťanského letopočtu na území dnešního Jordánska. Nabatejci zde založili své království a jeho hlavním městem se stala Petra. Jordánské skalní město Petra bylo v roce 2007 zařazeno mezi sedm nových nejkrásnějších divů současného světa.
V období starověku pronikali do oblasti dnešního Blízkého východu i civilizace ze západního středomoří. Nejstarší evropská civilizace zvaná mínojská je doložena už kolem roku 3000 př. n. l. z Kréty. V 15. st. př. n. l. se na ostrově usadili Achájové a rozšířili mínojskou civilizaci do Řecka, kde zvláště Mykény a Peloponés se staly jejím novým střediskem.
Ve 12 st. př. n. l. propadl mykénský svět zkáze. Koncem 1. tisíciletí př. n. l. pronikly řecké kmeny přes ostrovy Egejského moře až do Malé Asie a usadily se po celém západním pobřeží. Zůstaly roztříštěné v množství městských státečků, dokázaly však zkolonizovat maloasijské a černomořské oblasti. Zásadní obrat ve vývoji událostí způsobili Makedonci, kteří řecké kmeny sjednotili. Díky tažení makedonského krále Alexandra Velikého ve 4. st. př. n. l. napříč Přední Asií až k hranicím Indie se řecký vliv rozšířil po celé jeho obrovské říši. Toto tažení přineslo Orientu výdobytky řeckého ducha a Západ obohatila o zkušenosti a moudrost Východu. V letech 356–323 si Alexandr Veliký po porážce Perské říše v roce 331 zvolil za své hlavní město Babylón.
Oblast Blízkého a Středního východu podléhala silně nejen vlivu Řecka, ale i Říma. Dědictví po Alexandru Velikém se v 1. st. př. n. l. ujali na východě Římané, kteří si předtím postupně podmanili celý Západ jak kolem Středozemního moře, ale i hluboko ve střední Evropě až po britské ostrovy, čímž se stali nejmocnější říší starověku. Centrem Římské říše byl Řím. Část území Syropalestiny (Kanaánu) tak byla od roku 64 př. n. l. součástí římské provincie Sýrie a část v letech 6–132 n. l. součástí římské provincie Judea. Od roku 135 do konce 3. století n. l. byly obě součástí římské provincie Syria Palaestina. V roce 330 bylo přeneseno hlavní město říše z Říma do Byzance vybudované na troskách staršího města a nazvané Konstantinopolis (pozdější Cařihrad, dnešní Istanbul). V roce 395 došlo k rozdělení říše na západořímskou s hlavním městem Římem a východořímskou, ve které zůstala Konstantinopolis jejím hlavním městem až do dobytí Turky v roce 1453. Ta přečkala Řím jako hlavní město téměř o celé tisíciletí. Řím padl pod náporem Germánů v roce 476, ale udržel si své vedoucí duchovní postavení jako sídlo papežů. Byzantská (východořímská) říše původně zahrnovala vedle Řecka většinu Balkánského poloostrova, Malou Asii, Sýrii, Palestinu a Egypt a šířila úplné pořečťování (helénizaci); stále více se odkláněla od oblastí kdysi západořímských.

## Vznik monoteistických náboženství

### Judaismus
Judaismus je termín, kterým se zhruba od 19. století označuje náboženství židovského národa – Izraele. Prvním biblickým patriarchou a praotcem izraelského národa je Abrahám. Je vzorem Božího muže, který se poslušně podřídil Božímu povolání. Asi v roce 2100 př. n. l. se stalo hlavním centrem Mezopotámie město Ur a z tohoto města pocházel Abram, kterému Bůh později dal jméno Abrahám: „Nebudeš se již dál nazývat Abram; tvé jméno bude Abraham. Za otce mnoha věhlasných národů jsem tě určil“. (Gn 17,5). — Bible, Genesis 17,5 Jako ke svému praotci se k Abrahamovi hlásí všechna tři monoteistická náboženství, která vznikla právě na Blízkém východě : judaismus, křesťanství a islám.

### Křesťanství
Křesťanství vzniklo z antického judaismu na území Palestiny, kde působil Ježíš Nazaretský. Betlém (tj. dům chleba) je za doby judského krále Heroda Velikého (snad 73 př. n. l. – 4 př. n. l.) a za římského císaře Augusta (63 př. n. l. – 14 n. l.) označován za místo narození Ježíše Krista. Novozákonní evangelia podle Matouše a Lukáše uvádějí: Jméno Jézús (Ježíš) je pořečtěný tvar hebrejského Ješua, což znamená „Hospodin je spása“ (L 1,31). Kristus je hodnostní titul, označení mesiášské funkce (Mt 16,16). Ježíš Kristus, Pán Ježíš, je vyznáním křesťanské církve (Sk 2,36.38). Tóra označuje Betlém jako město Davidovo, ve kterém byl korunován králem Izraele. Město Betlém leží v centrální části Západního břehu Jordánu při silnici z Jeruzaléma do Hebronu, 7 km jižně od Jeruzaléma. Toto území se na začátku nového tisíciletí nacházelo v Judei. Později patřilo Jordánsku a po šestidenní válce, což bylo vojenské střetnutí mezi Izraelem a koalicí Egypta, Sýrie a Jordánska trvající od 5. – 10. června 1967, připadlo Izraeli.

### Islám
Za zakladatele islámu je pokládán arabský prorok Muhammad (Mohamed), který se narodil c. 570 v Mekce. Muhammad byl zcestovalým obchodníkem a ovlivnila ho židovsko-křesťanská víra v jednoho boha. Když mu bylo čtyřicet let, prožil údajně prostřednictvím archanděla Gabriela první zvěstování od Boha (Alláha). Tato zjevení (Boží slovo) jsou zachycena v Koránu, svaté knize vyznavačů islámu – muslimů. Poté, co začal Muhammad se svým učením, cítili se vládci Mekky (tzv. Hidžra) ohroženi. Muhammad a jeho učedníci odešli v roce 622 do Medíny (tzv. Jathrib) – nazývané Město prorokovo a tento rok se stal počátkem muslimského kalendáře (hidžra). Počet jeho učedníků rychle stoupal. Muhammad zemřel v roce 632 v Medíně. Mekka je město, které se nachází na západě dnešní Saúdské Arábie a je nejposvátnějším islámským poutním místem na světě. Každý zbožný muslim, který je toho schopen, je povinen aspoň jednou za život vykonat pouť do Mekky. Každý rok se tak do tohoto města vydá na 2 milióny lidí ze všech koutů světa. Medína je město, které se nachází ve vnitrozemí Saúdské Arábie a patří vedle Mekky a Jeruzaléma mezi tři nejposvátnější centra islámu. K vzestupu Islámské říše došlo v letech 630–945. Na vrcholu svého rozmachu se islámská říše rozkládala od dnešního Španělska na západě až do Střední Asie na východě. Pozdější obchodní kontakty muslimů s nemuslimy a misijní či válečná činnost rozšířily islám do velké části světa.
K prvnímu pokusu o zavedení monoteistického náboženství došlo už ve starověkém Egyptě. Egyptský faraon Amenhotep IV., který později změnil své jméno na Achnaton (vládl v letech 1356–1340 př. n. l.), zavedl kult jediného božstva, Atona, slunečního kotouče. Za vlády mladého faraona Tutanchamona, který nastoupil na trůn po Achnatonovi a vládl asi deset let, bylo znovu zavedeno staré náboženství.

## Přechod od kmenového ke státoprávnímu uspořádání

### Arabská říše

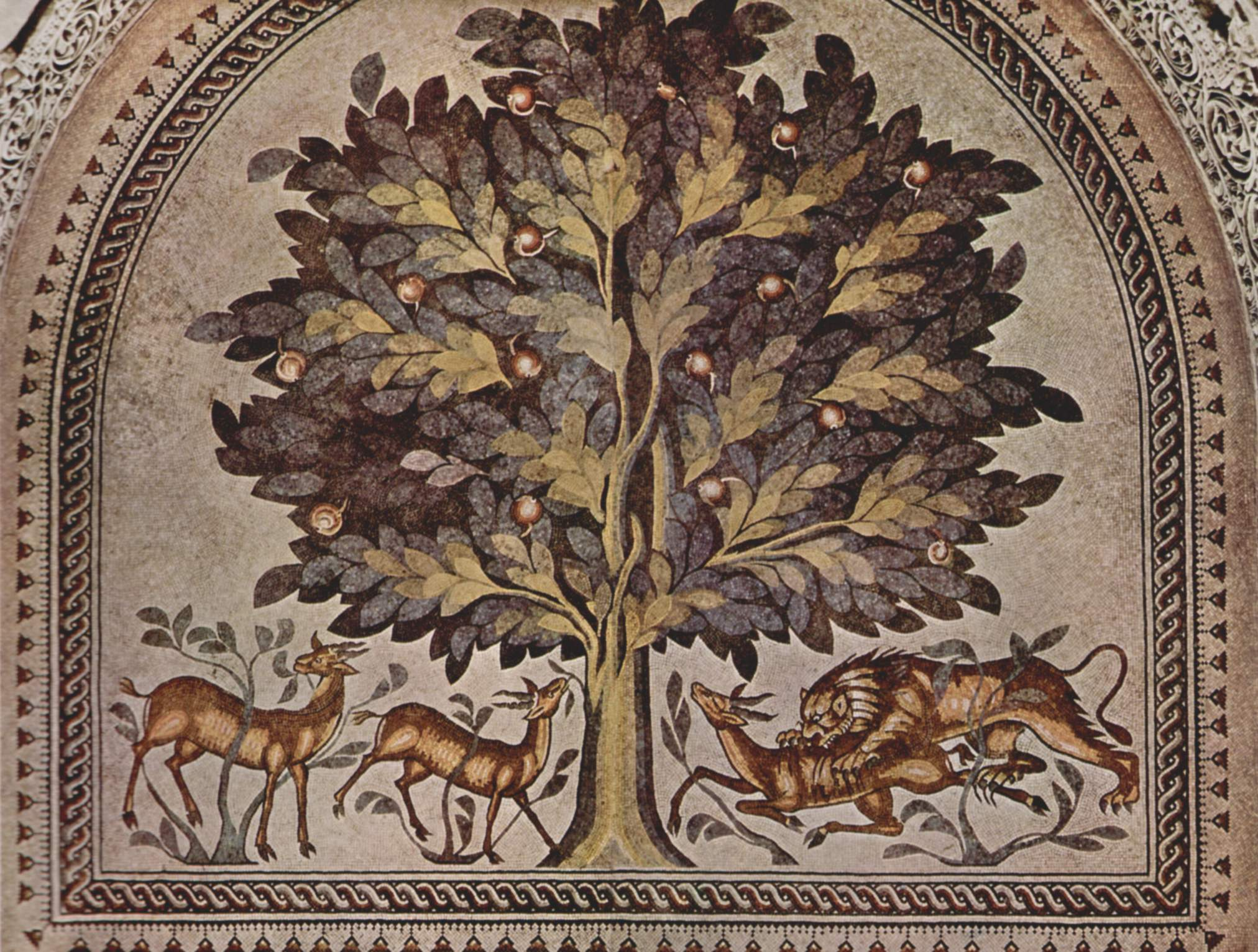
Mozaika z Hišámova paláce – umajjovská rezidence poblíž Jericha (c. 724–743)

Mezi 5.–10. stoletím se ve značné části Evropy prosadily feudální vztahy a vznikly a upevnily se raně feudální státy. Dva největší z nich – říše byzantská a říše franská byly ohrožovány nebezpečnými útoky Arabů. Arabové jsou obyvatelstvo semitského původu – jazykově příbuzní Židů, Babyloňanů a Féničanů. Odedávna obývali Arabský poloostrov, stepi mezi Sýrií a Eufratem a jižní Mezopotámií. Nehostinná Arábie jim neposkytovala dostatek stálé výživy, a proto se již v předchozí době několikrát přemístili do bohatých sousedních krajů. V severní Arábii byli kočovníky, kteří se živili chovem ovcí a velbloudů a loupežemi. Dělily se na drobné kmeny beduínů, které mezi sebou neustále zápasily. Základem jejich společenského života byly rodové svazky, ale v polovině 1. století vznikala rodová a kmenová šlechta, která vlastnila velká stáda a podrobovala si chudší příslušníky rodu. V úrodném jižním Jemenu se Arabové živili zemědělstvím a obchodem, který se ubíral po velké karavanní cestě mezi středozemním mořem, Habeší, Indií a východní Asií. Na této důležité obchodní cestě vyrůstalo významné tržiště Mekka. Stalo se zároveň náboženským střediskem všeho arabského obyvatelstva, které sem putovalo k posvátnému prameni Zem-zem v níž mezi stovkami model byl nejvíce uctíván meteorit zvaný „černý kámen“. Město i se svatyní ovládali bohatí rodoví velmoži, kteří drželi v závislosti i okolní stepní kmeny. Počátkem 6. století se části obchodní cesty zmocnili Habešané a Íránci. Poklesem obchodu byli postiženi arabští kupci. Zároveň vzrostl počet bojovných kmenů, kterým tím byla ztížena obživa. Zlepšit a zabezpečit životní podmínky mohlo pouze sjednocení arabských kmenů. Tuto potřebu vyjadřovalo a zároveň uskutečňovalo nové arabské náboženství – islám. Po smrti Muhammada volal nový muslimský panovník (chalífa) po „svaté válce“ – džihádu. Instituce chalífátu, následnictví proroka Mohameda ve vedení obce, se týkala jak náboženské, tak světské moci. S konečnou platností byl chalifát zrušen v Turecku v roce 1924. Od třicátých let 7. století dochází k výbojům arabských kmenů uskutečněných pod praporem islámu, islámské expanzi, které pokračovaly až do počátku 8. století. Pronikání Arabů do Evropy zastavili Frankové v roce 732 v bitvě u Poitiérs.

### Předosmanské období
V roce 637 dobyli muslimští Arabové Palestinu, kterou do té doby ovládala byzantská říše. Palestina byla Svatou zemí pro křesťany i pro muslimy. Koncem 10. století arabská říše jako jednotný celek zanikla. V roce 1095 vyzval papež křesťanské věřící, aby osvobodili Palestinu od muslimské nadvlády, a od roku 1095 do roku 1229 nastalo období křížových výprav. Díky egyptskému sultánovi Saladinovi, který bojoval proti křižákům a dobyl v roce 1291 Palestinu, byl nastolen muslimský řád. Později převzali moc turečtí Seldžukové a Osmani. Turci byli původem kočovníci ze Střední Asie, kteří v 9. století přijali islám.

### Osmanská říše

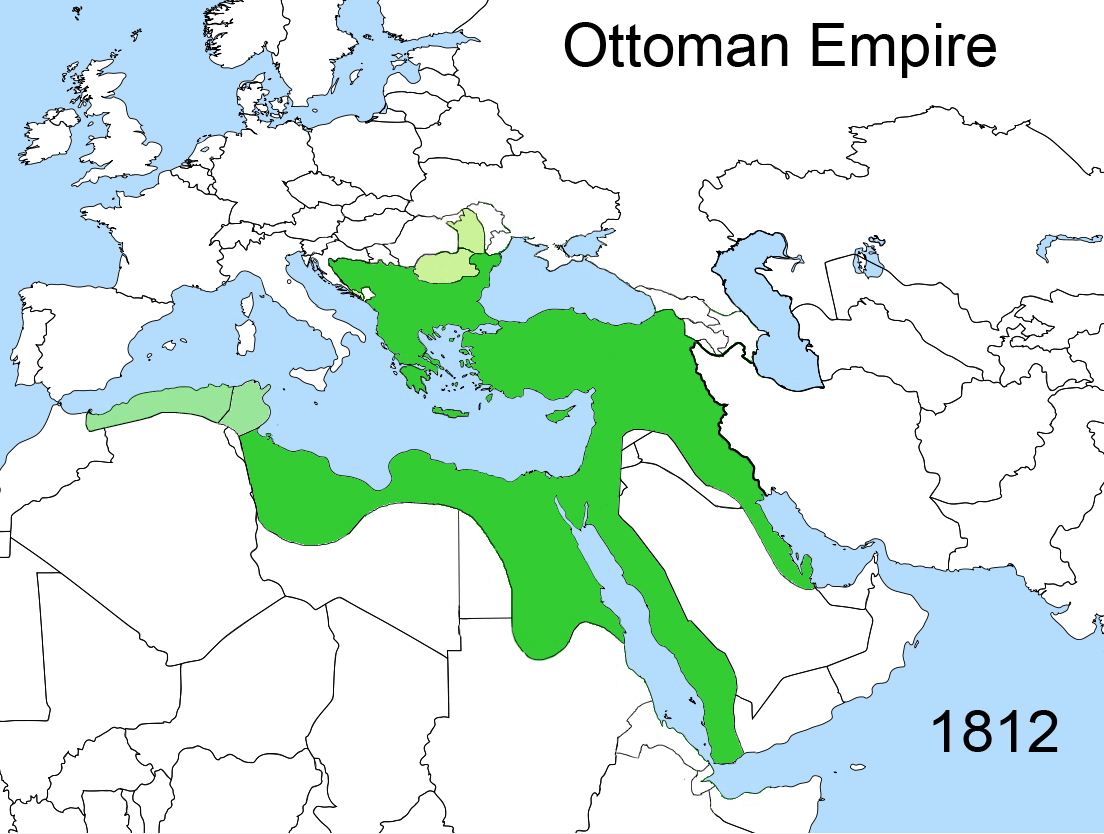
Blízký východ určený osmanskými hranicemi

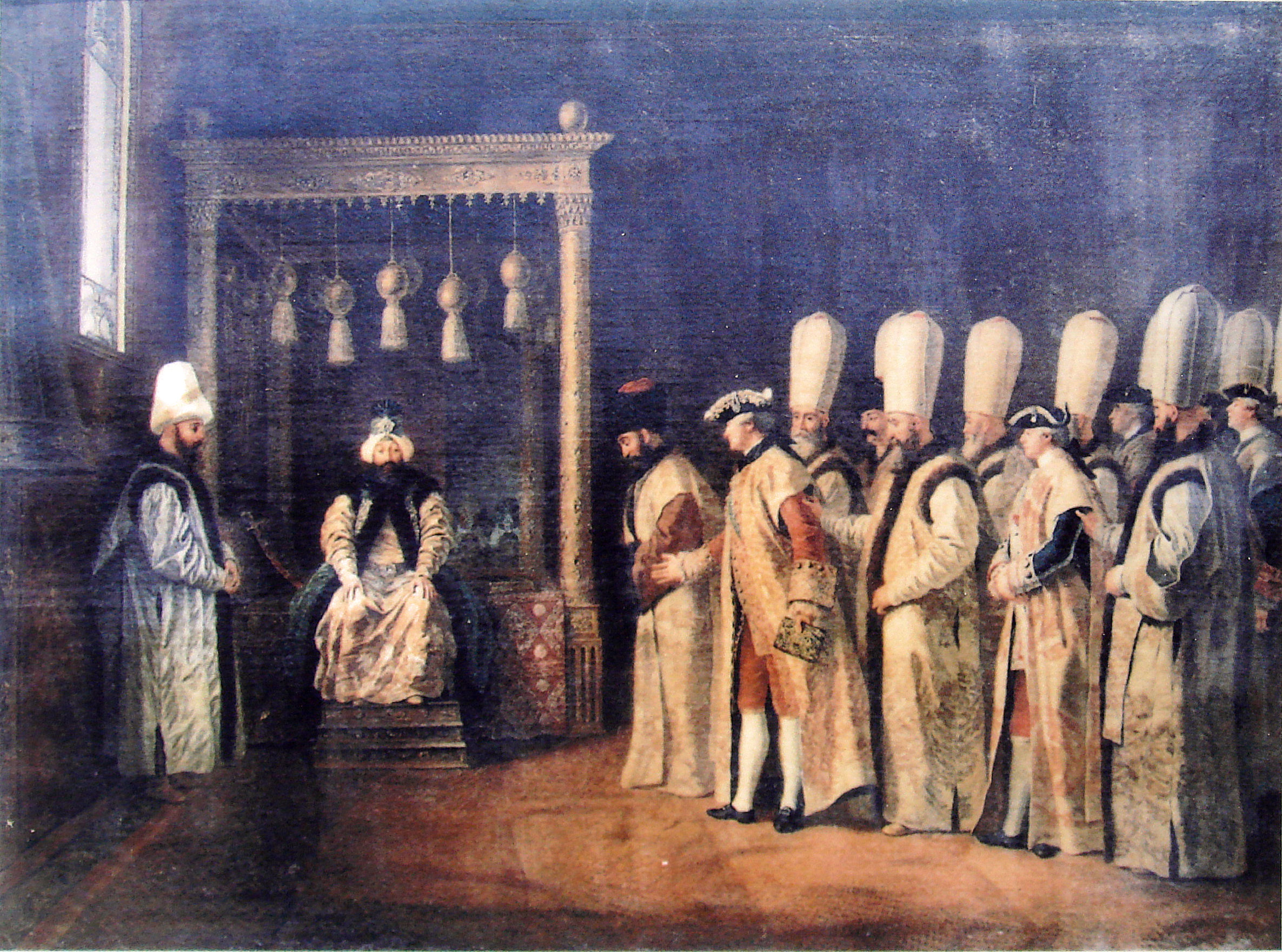
Vysoká Porta, 1767, brána obchodu s Levantou. Malba od Antoine de Favray.

Dědicem Seldžuků se stala Osmanská říše, která byla založena v roce 1299 Osmanem I. Osmanská říše zvítězila nad Byzancí a rychle se rozšířila o Anatolii a část Balkánu. Své výboje do Evropy začala roku 1398. Na krátké období zabránili jejímu rozšiřování Mongolové, ale poté, co v roce 1453 Mehmed II. dobyl Konstantinopol, nastal její zlatý věk. Původní byzantské sídelní město bylo přejmenováno na Istanbul a stalo se centrem velkolepé říše, která ve svém vrcholném období kolem roku 1680 sahala od Alžíru k Persii a od Uher k Arábii. V období od roku 1520 do roku 1566 vládl Sulejman I., který reformoval osmanskou správu a právní systém. Obohatil všechny oblasti, od architektury po dvorský život. Mezi jeho největší vítězství patřila bitva u Moháče v Uhrách v roce 1526, kde porazil krále českého a uherského Ludvíka Jagelonského. V roce 1529 došlo k neúspěšnému tažení na Vídeň a v roce 1538 došlo k zabrání svatého muslimského města Mekky. V době svého největšího rozkvětu se osmanská říše prosadila i v sunnitském muslimském světě, který uznal její dominantní postavení.
Existence chalifátu zaručovala, že Sulejman mohl při řešení různých problémů využívat úctu, které se mezi poddanými těšila posvátná kniha muslimů – Korán. Přesto byla nadvláda osmanské říše v tomto světě omezená a mnohé muslimské státy si podržely svou nezávislost, např. Persie za dynastie Sáfíjovců, nebo říše Velkých Mogulů v Indii. Suleyman se vydal na tři tažení na východ, do safíjovské říše v Persii. Byla to islámská válka mezi sunnitskými Osmany a šíitskými Peršany. Suleyman dobyl v roce 1534 Bagdád, ale na východním pobřeží Persie nebyl nikdy klid. Války trvaly téměř celé 16. století a odvrátily pozornost od Evropy. Úpadek Osmanské říše začal v posledních desetiletích 16. století. Po smrti Sulejmana I. se stal sultánem jeho syn Selim II. Korupce a protekce se rozmohly na všech stupních civilní a vojenské hirearchie. Vojsko ztratilo kázeň a bojového ducha. Na konci 17. století a na začátku 18. století došlo k porážkám, které vedly ke ztrátě území. Hodnostáři přebírali místní moc a zajišťovali si velkou autonomii.
V 18. a 19. století vliv Blízkého východu v souvislosti s úpadkem Osmanské říše poklesl. V severní Africe a Egyptě ztratili Osmani svůj vliv. Persie zůstala stabilní a vnější síly se jí většinou nedotýkaly. V době zahájení první světové války zůstala Osmanská říše mimo systém znepřátelených aliancí a mohla se svobodně rozhodnout, zda se připojí k Ústředním mocnostem nebo k Dohodě, nebo si zachová neutralitu. V létě roku 1914 se připojila mezi členy ústředních (centrálních) mocností, které tvořily Německé císařství, Rakousko-Uhersko a od roku 1915 Bulharsko. Tyto vyhlásily válku státům Dohody, kterou tvořily Velká Británie, Francie a Rusko a byly podporovány USA. V průběhu války se Osmanská říše rychle vyčerpala a dne 26. října 1918 začaly probíhat na palubě vlajkové lodi britské středomořské flotily Agamemmon mírové rozhovory mezi hlavním představitelem spojenců a osmanskou delegací. 30. října 1918 bylo uzavřeno příměří. V roce 1922 došlo ke zrušení sultanátu a tím Osmanská říše zanikla.

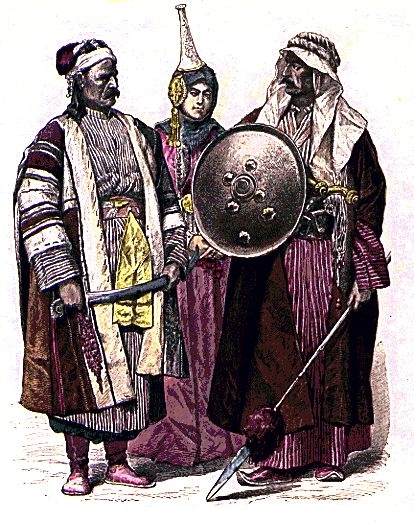
Existence z blízkého východu na konci 19. století

Už v průběhu války, v období od listopadu 1915 do března 1916, probíhala tajná jednání mezi zeměmi, které v roce 1907 podepsaly Trojdohodu, tj. Francií a Velkou Británií se souhlasem Ruska, o uzavření dohody, která navrhovala budoucí sféry vlivu v jihozápadní Asii. Smlouva byla založena na předpokladu, že tyto země porazí v průběhu první světové války Osmanskou říši. 16. května 1916 byla podepsána Sykesova–Picotova dohoda oficiálně nazvaná Maloasijská dohoda, aniž se zvažovalo případné pověření ve formě mandátu od budoucí Společnosti národů. Osmanská říše se v první světové válce postavila na stranu zemí, které byly ve válce poraženy. Její území bylo už v průběhu války rozděleno na mandátní území. Dne 10. srpna 1920 byla ve francouzském městě Sèvres uzavřena mezi státy Trojdohody (Dohody) a Osmanskou říší Sévreská smlouva, což byla mírová smlouva, kterou se Osmanská říše vzdala všech nároků na neturecká území. Tato smlouva byla odmítnuta tureckými nacionalisty a parlament ji odmítl ratifikovat. Po řecko-turecké válce došlo 24. července 1923 k revizi této smlouvy tím, že byla v Laussane v jihozápadním Švýcarsku uzavřena Lausannská smlouva, díky které existuje Turecko v hranicích, jak ho známe dnes.

### Blízký východ v období kolonialismu
Sykesova–Picotova dohoda podepsaná se souhlasem carské říše představovala tajný plán Francie a Velké Británie na rozdělení sfér vlivu na území poražené Osmanské říše. Na Mírové konferenci ve Versailles dne 30. ledna 1919 schválily vedoucí delegací pěti velmocí – Velké Británie, Francie, Itálie, Japonska a USA – rezoluci, která se stala základem 22. článku Statutu Společnosti národů. Stálo v ní, že „arabský lid ještě není schopen samostatného státního života v obtížných podmínkách moderního světa“, a proto musí být „péče o něj svěřena národům ve formě mandátu“. Mandát byl definován jako „poskytování rad a účast při řízení státu do té doby, než se tyto budou moci stát samostatnými“.
Na základě poválečného uspořádání v letech 1919–1923 je za mandátní území považováno teritorium, na němž se rozkládají takové státy jako Palestina/Izrael, Sýrie, Libanon, Jordánsko, Irák, Egypt, Libye a další země severní Afriky. Spojené státy vyšly z války jako nová světová velmoc, ale nepatřily ke klasickým koloniálním mocnostem. Velké Británii šlo především o získání USA na svou stranu při dalších jednáních s Francií, s cílem prosazovat maximum vlastních teritoriálních zájmů v oblasti Středomoří. Na základě tajných i oficiálních dohod si jednotlivé evropské mocnosti rozdělily území Blízkého východu. V řadě oblastí to znamenalo především nové vytyčení hranic. Nejsou to hranice, jejichž průběh by se sjednával na místě, např. s ohledem na polohu kočovnických pastvišť, nebo na základě kompromisů přijatých reprezentací toho kterého státu. Byly stanoveny v Paříži nebo Londýně bez ohledu na etnickou, náboženskou nebo historickou realitu. Mnohdy jejich stanovení pouze vymezovalo sféry vlivu mezi Velkou Británií a Francií, v případě Libye také Itálií. Tvorba hranic se většinou neshodovala s historickým pozadím daného regionu a došlo k tomu, že hranice jsou vytyčeny doslova „podle pravítka“.
Stejným způsobem si koloniální velmoci, především Británie a Francie, ale také Německo, Portugalsko, Španělsko aj. na přelomu 19. a 20. století rozdělily území Afriky. Evropské mocnosti se ještě na počátku šedesátých let 20. století domnívaly, že soustavnými zásahy do arabského společenského organismu prostřednictvím místních mocenských elit povedou tyto společnosti směrem k pokroku, ale především je propojí se svou ekonomikou, která efektivně využije jejich levnou pracovní sílu a surovinové zdroje, především ropu.

## Společenské nepokoje na začátku 21. století

### Pojem "barevná revoluce"
Na začátku 21. století se v postkomunistických společnostech ve východní Evropě a v některých zemích střední Asie vyvinuly tendence, pro který se používá pojem "barevná revoluce". Její stoupenci si vždy přivlastnili specifickou barvu nebo květinu jako symbol revoluce. Za jejich součást jsou považovány také události, které v období od dubna 2005 do přelomu let 2010/2011 proběhly na Blízkém východě. Kritici barevných revolucí často obviňují nadaci amerického finančníka George Sorose Soros Foundations Network a vládu USA z podporování, a dokonce i plánování těchto revolucí za účelem svých vlastních zájmů. Sorosova organizace "Open Society Institute" se stala vedoucí americkou organizací, ovlivňující politický život v zemích, kde mohla zřídit své pobočky. K dalším organizacím podobného druhu patří "Freedom House", který veřejně zařadil Ruskou federaci mezi "nedemokratické země", "National Democratic Institute (NDI)", a "National Endowment for Democracy". Také tímto způsobem ovlivňují Spojené státy zahraniční politiky pod záštitou obou stran, republikánské i demokratické, čímž obě politické strany podporují šíření amerického vlivu ve světě.

### Události označené za "arabské jaro"
Za "arabské jaro" byly označeny dramatické události, které od počátku roku 2011 otřásaly zeměmi Blízkého východu a severní Afriky. Toto označení vypustil předčasně do světa už 6. ledna 2011 americký politolog Marc Lynch. Hodilo se to pro televizní debaty, ale ve skutečnosti zastíralo pohled na to, co se skutečně dělo. To, co se odehrálo, nebylo žádné "arabské jaro" a pouze vzbudilo nerealistická očekávání, že se v arabském světě brzy vše napraví. Autoritářské režimy, proti nimž byly místní revoluce namířeny, měly být nahrazeny procesem demokratizace státní správy a veřejného života vůbec. Byli to především mladí lidé, kteří vyšli do ulic, ale jejich volání po svržení diktátorů a nastolení oné svobody nebylo provázeno představou o alternativách dosavadního stavu. Není pochyb, že ryze ekonomické důvody jsou jen jedním aspektem, protože ti, kteří v lednu a únoru 2011 protestovali v Káhiře nebo Tunisu, nebo povstalci, kteří svrhli režim Muammar Kaddáfího, vůbec nejsou lidé žijící pod hranicí chudoby. Mladí lidé svá shromáždění organizovali pomocí moderních sociálních sítí. Šlo jim spíše o celkové uvolnění poměrů, o nastolení základních parametrů sociální spravedlnosti, utlumení zvůle úřadů a úpravu pojetí mezilidských vztahů a morálky. Rozhodně v roce 2011 nešlo o výzvy k nastolení systému demokracie západního typu nebo k odluce náboženství od státních institucí a legislativy. Demokracie je výhradně západní koncept, který se vyvinul a vyzrál v rámci určitého historického a sociálně ekonomického uspořádání. Na Blízkém a Středním východě převládá poměrně odlišné pojetí člověka, lidského života, společenských vztahů a vztahu sociálních (rodových, kmenových, etnicko-konfesijních) struktur státu, proto očekávat rozvoj demokracie a západního stylu v daném regionu je nereálné.

Globální ekonomická nadvláda Západu nad ostatním světem jakoukoliv diskusi o demokracii v regionu naprosto zdiskreditovala. Přesto na Západě dodnes převažuje otevřeně nevyslovované přesvědčení, že země Blízkého východu a severní Afriky stále potřebují politické vedení.

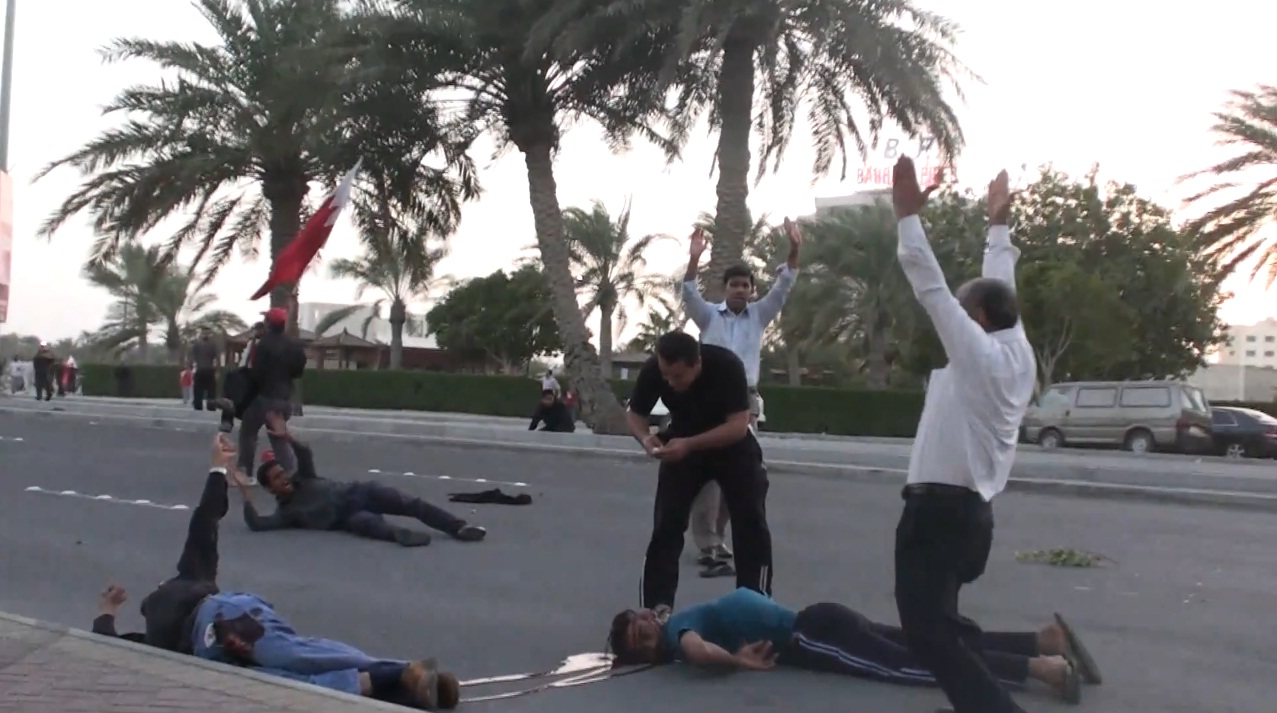
Střelba do prodemokratických demonstrantů armádou v Bahrajnu, únor 2011

Po pěti letech dramatického vývoje v některých zemích Blízkého východu sledujeme v zásadě čtyři modelové varianty:
1. Stávající autoritářský režim za přihlížení Západu opoziční síly brutálně potlačí (Sýrie, Bahrajn).
2. Po odchodu nejvyšších představitelů současného režimu se moci chopí s ním dosud spjaté armádní nebo stranické špičky, které dají společnosti na srozuměnou, že výsledky svobodných voleb či uvolnění cenzury mají své meze a reálné předání moci civilistům je spojené s přílišnými riziky (Egypt).
3. Po pádu diktátorského režimu dojde k chronickému chaosu umocňovanému prudce se zhoršující hospodářskou situací, již mohou tlumit jen mimořádné příjmy z prodeje ropy. Hlavním rysem vývoje nebude proces demokratizace, ale oslabení nebo dokonce rozpad státnosti, provázený náboženským, etnickým nebo kmenovým aktivismem a násilím (Libye, Jemen).
4. Souběžně s pokračující kontrolou správy a represivního aparátu dosavadní režim zvolí taktiku dílčích opatrných reforem, aby otupil ostří opozičních struktur (Maroko, Alžírsko, Saúdská Arábie, Jordánsko, Kuvajt). Tuniská zkušenost tu ještě na podzim roku 2014 představovala problematickou výjimku, jež potvrzovala pravidlo. Společnosti ze dvou zemí, kterými jsou Irák a Palestina, jichž se "arabské jaro" v roce 2011 bezprostředně netýkalo, prožívají hlubokou krizi a do tohoto procesu byly postupně vtaženy.

Proces arabského jara může ještě více zkomplikovat dosavadní selektivní přístup Západu k Blízkému a Střednímu východu, kdy ty nejbrutálnější režimy vládly a často vládnou v zemích, které byly a jsou jeho spojenci. Jako kontraproduktivní se může ukázat narůstající neúcta USA a Západu (tradičně také Izraele) k Organizaci spojených národů, platným normám mezinárodního práva, a dokonce porušování některých ženevských konvencí v průběhu intervencí a preventivních vojenských operací (intervence v Iráku v roce 2003, Libyi v roce 2011 a Sýrii v roce 2013). Tlak USA a Západu, jehož součástí jsme podle některých i my, na některé arabské státy, aby demokratizovaly svůj veřejný život, vedl v roce 2003 dokonce k porušení mnoha norem mezinárodního práva v zájmu vštípení demokracie konkrétní arabské zemi formou vojenské agrese. Politická situace na Blízkém východě představuje reálnou hrozbu pro stabilitu Evropy, zvláště s přihlédnutím ke skutečnosti, že v této oblasti vstoupil do hry tzv. Islámský stát.

## Vznik tzv. Islámského státu

### Vize "džihádu", svaté války islámu
Vize "džihádu", svaté války islámu, pochází z 18. století. Kolem roku 1760 jeden z kmenových náčelníků na Arabském poloostrově, emír Muhammad ibn Saúd přijal do svého kmene potulného kazatele jménem Muhammad ibn Abd-Wahháb, který ztělesňovat ideologii vyžadující absolutní podřízenost. Tato ideologie se odvolávala na Alláhovu autoritu. Náčelník a kazatel, kteří se stali mužem meče a mužem koránu, vytvořili kolem roku 1760 představu ryzího a ničím nepoznamenaného islámu. Wahháb propagoval zásadu „svaté války“ proti každému ze sousedních kmenů, které se nehlásily k jeho způsobu života. Současně bojoval proti uctívání hrobek a svatyní. Uctívání Alláha se mělo vrátit ke svým prapůvodním základům a přikázání bylo nutné dodržovat podle jejich nejpřísnějšího výkladu. Po Prorokově smrti roku 632 v Medíně – tak to alespoň hlásal duchovní Muhammad Ibn Abdul Wahháb – byly principy islámské věrouky falšovány a nesmlouvavá přísnost přikázání a zákazů zmírňována. Tvrdil, že islám byl pokřiven cizími vlivy a žádal návrat ke kořenům víry. Kazatel Wahháb požadoval přihlášení se k tezi, že vládcem světa je jediný a všemocný bůh a že Alláh představuje jednotu, která není v žádném případě „trojjediná“, jak hlásá křesťanství. Došlo k vyhlášení svaté války proti křesťanům, ale také proti šíitům, kteří sice věřili v Alláha, ale navíc i ve svatost Alího, Prorokova zetě, a Husajna, Prorokova vnuka, kteří jsou s prorokem Muhammadem propojeni přímou příbuzenskou linií. K nepřátelům Alláha patřili i Židé. Vykonavateli džihádu se stali mudžáhedíni. 

### Nové vystupování náboženství do popředí v arabském světě

#### Egypt v období let 1948–1967
V éře egyptského prezidenta Gamála Abd an Násira v letech 1954–1970 byla náboženská otázka ve sporech arabského světa se Západem bezvýznamná. Široké lidové masy byly pod vlivem nacionalistických a arabských hesel. Náboženské argumenty začaly pozvolna vystupovat do popředí až po červnové šestidenní válce v roce 1967, ve které proti sobě stáli egyptští a syrští Arabové a Židé. V arabských zemích se na vzniklou situaci dívali tak, že "muslimové prohráli s židovským národem, takže pomoc se teď dá očekávat už jenom od Alláha". Po válce za nezávislost v roce 1948 a suezské válce v roce 1956 došlo ke třetí izraelsko-arabské válce. Roku 1967 zahájili Izraelci vítěznou bleskovou šestidenní válku. Jomkipurská válka v říjnu 1973 byla připravena Egyptem a Sýrií s cílem vytvořit příznivé politické podmínky pro řešení důsledků války v roce 1967.

#### Sovětská válka v Afghánistánu v letech 1979–1989
Náboženské vlivy značně zesílily zásluhou boje muslimů proti sovětské armádě v Afghánistánu a také v důsledku Války v Zálivu v letech 1990–1991. Díky oběma konfliktům zůstaly jako hrozba pro Západ zachovány islámský fundamentalismus a islámský terorismus.
V polovině roku 1981, kdy sovětské vojsko bojovalo v Afghánistánu, se povstalecké islámské kmeny naučily taktice gerilové války "hit and run". Začala poziční válka, která měla trvat dlouhé roky. Svět si potom osvojil termín, jímž se sami začali označovat islámští válečníci: mudžáhid – bojovník za víru. Od roku 1986 byly Spojenými státy dodávány mudžahedínům ve velkém množství rakety FIM-92 Stinger, což byla velmi důležitá zbraň proti sovětským helikoptérám, protože měly velice jednoduchou obsluhu, kterou si každý bojovník rychle osvojil. V severopákistánském městě v Péšávaru se nacházela základna, která měla sloužit jako centrum aktivního odboje proti sovětským okupantům. Svůj stan a logistické základny tam mělo šest militantních organizací, které byly financovány americkou tajnou službou CIA a využívaly pákistánské ochrany. Členové těchto organizací bojovali v afghánské vysočině samostatně – a s americkými zbraněmi.
Původním smyslem boje afghánských mudžahedínů bylo zahnání Sovětů za Amudarju, severní hraniční řeku Afghánistánu, aby obnovili někdejší kmenový stát. Boj, na který se připravovala Al-Káida, byl od začátku zaměřen vysloveně nábožensky. Závazkem stát se bojovníkem v Alláhově jménu vzbuzovali členové Al-Káidy pohoršení u ostatních skupin mudžahedínů. V únoru 1989 opustili sovětští vojáci Afghánistán. Přítomnost sovětských vojsk v této zemi nepřinesla žádné výsledky. Nepřátelství mezi kmeny se v žádném případě nezmenšilo. Vůdčí šejkové obnovili staré konflikty. V roce 1994 se ve vesnici Zinzegar zformovala organizace, která chtěla v Afghánistánu nastolit pořádek, nazývaná Tálibán. Tálibánci jsou sunnité, kteří byli rozhodujícím způsobem ovlivněni wahhábisty. Opírají se o věroučný princip, že oprávněnost vládnout věřícím získali i v legitimní posloupnosti nastupující historičtí chalífové. Spojené státy a další západní země pomohly vycvičit a vyzbrojit Talibán proti sovětské okupaci a podporovaly jeho vojenské angažmá v době "občanské" války v letech 1989–1996. V roce 1994 v oblasti Kandaháru v jihovýchodním Afghánistánu odzbrojili tálibánci každého, kdo byl pokládán za mudžahedína. Mudžahedínové, které se nepodařilo odzbrojit, si ponechali své samopaly a odebrali se na sever, směrem ke Kábulu.
Mezi Palestinci s mimořádnou vytrvalostí šířila nenávist vůči Američanům bojová organizace Hamás. Tato organizace nezužovala boj Palestinců pouze na Izrael, ale také na všechny jeho podporovatele, především USA a Saúdskou Arábii.

### Mezinárodní koalice v čele se Spojenými státy ve válce proti islámské zemi

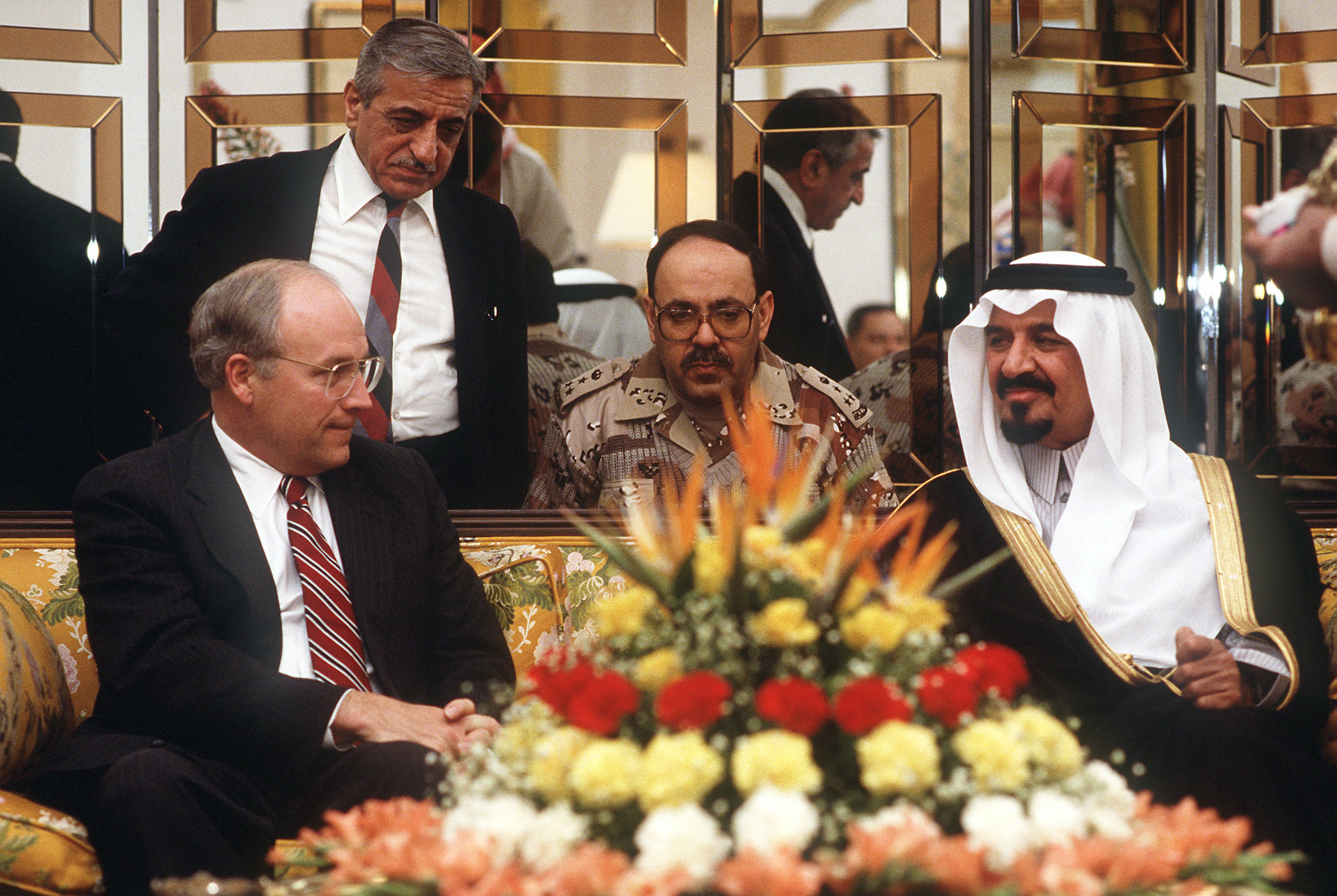
Dick Cheney při setkání se saúdským korunním princem Sultanem v Saúdské Arábii ohledně zvládnutí invaze do Kuvajtu

2. dubna 1990 vystoupil irácký představitel Saddám Husajn s projevem, že jeho země bude v dohledné době schopna vyrobit atomovou bombu, čímž by Irák vstoupil na cestu k metě nazývané atomová mocnost. Během léta 1990 se rozhodl Irák, zruinovaný a zavalený dluhy po dlouhé válce s Íránem, uloupit bohatý Kuvajt. 2. srpna 1990 pronikla irácká armáda na kuvajtské území. Na dobytí emirátu stačilo jen několik hodin a stejného dne odvysílalo rádio Bagdád hlášení o spojení Iráku a Kuvajtu. Po obsazení emirátu Kuvajt iráckými vojsky se 2. srpna 1990 Usáma bin Ládin rozhodl organizovat svaz dobrovolníků, kteří budou ochotni proti Saddámu Husajnovi bojovat.
Reakce Washingtonu na sebe nenechala dlouho čekat, protože z pohledu Spojených států byly v ohrožení vyjma Kuvajtu, také veškeré zásoby ropy v Zálivu. Americký prezident G.H.W. Bush vystoupil s požadavkem, že se Husajn musí z Kuvajtu bezpodmínečně stáhnout. Poté zahájily Spojené státy kampaň za vojenskou intervenci v Iráku. Američané chtěli utvořit co nejširší koalici. Dostali souhlas od svých hlavních spojenců: Velké Británie, Kanady, Francie a Itálie. Celkem bylo v koalici 37 států. Vojenská výzbroj byla americkou armádou přepravena na saúdskoarabskou základnu v Dahránu. V noci ze 16. na 17. ledna 1991 započala nejdůležitější fáze války v Perském zálivu.
17. ledna 1991 se objevily stovky amerických a britských letadel nad hlavním městem Iráku – nad Bagdádem. Začíná operace Pouštní bouře a s ní válka v Zálivu. Bombardování Iráku trvalo tři týdny. Ze strany Spojených států a jeho spojenců byla dne 27. února 1991 byla válka ukončena, Irák byl poražen. Američané opustili Irák, protože, jak naznačili iráckému diktátorovi, nechtěli se dál vměšovat do vnitřního dění Iráku, ani se podílet na svržení režimu, přestože se v Iráku otevřely dvě nové fronty: na severu kurdští povstalci dokázali ovládnout asi dvacet lokalit před protiútokem irácké armády, která vrhla na cesty tisíce uprchlíků, a na jihu povstali šíité.
Západní vojáci se poprvé usadili v srdci Saúdské Arábie. Amerika má od té doby nového nepřítele. Jmenuje se Usáma bin Ládin. Zakladatel al-Káidy se vrátil do Saúdské Arábie po odchodu ruských vojsk z Afghánistánu. Hněv Usama bin Ládina na vládnoucí kruhy vlastní země, tj. Saúdské Arábie, se stal doslova nepřátelský, když pochopil. že Spojené státy po vítězství nad Husajnem nepomýšlejí na to, že by své vojenské jednotky z východních provincií Saúdské Arábie stáhly a že saúdskoarabský král Fahd ibn Abdul al-Azíz výslovně požádal prezidenta Bushe o trvalou přítomnost vojenského letectva i pozemních jednotek v Dahrabu u Perského zálivu. Usáma Bin Ládin se odstěhoval do Súdánu a vzal s sebou většinu ze svých čtyř tisíc stoupenců.

### Proniknutí islamistického terorismu na území Spojených států

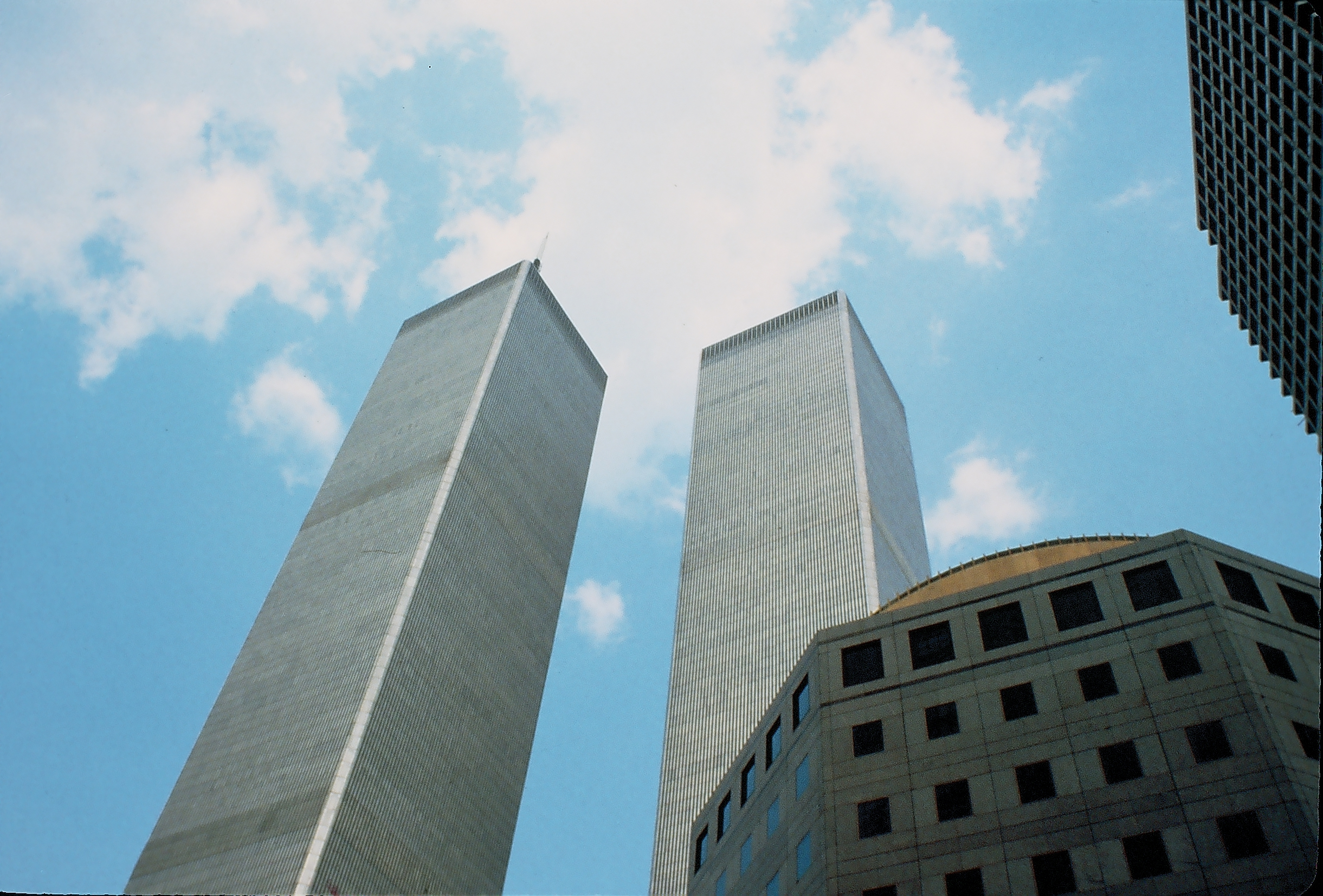
Budovy Světového obchodního centra v roce 1987

Kvůli džihádu se dostaly do potíží i Spojené státy. Džihádistický salafismus patří k hlavním ideologickým proudům islamistického terorismu, ze kterého vycházejí organizace al-Káida nebo africká Boko-Haram. Největším teroristickým činem v historii byly útoky čtyřmi unesenými letadly na New York a Washington, které zosnovala a podnikla dne 11. září 2001 teroristická síť al-Káida. Útok provedlo 19 teroristů, z nichž většina byli saúdští Arabové jednající na rozkaz Usáma bin Ládina, který v té době využíval pohostinnosti afghánského tálibánského režimu. Bylo to podruhé v historii, kdy byla napadena kontinentální část Spojených států /poprvé to byl překvapivý útok Japonců ze 7. prosince 1941 proti přístavu Pearl Harbor na Havaji.
Útoky 11. září 2001 zcela změnily politickou situaci ve světě a upozornily na to, jak velkou hrozbou je islámský terorismus. Spojené státy se rozhodly posílit svou bezpečnost i provést odvetné akce, a proto zahájily válku proti terorismu. Vyzvaly Afghánistán, aby mu vydal Usámu bin Ládina. Když se tak nestalo, 7. října letecky zaútočily na Afghánistán, kde měla al-Káida své tábory. Následovala pozemní ofenzíva, která vedla k pádu vlády Tálibánu. Ten se však nikdy nepodařilo zcela porazit a válka v zemi pokračuje.

### Globální válka proti terorismu
Jako aplikace teorie globální demokratizace byla vytvořena „Bushova doktrína", která přisoudila USA roli jediné supervelmoci, která musí určovat a udržovat světový řád. Jejími hlavními cíli jsou válka proti terorismu, jako hlavní globální bezpečnostní hrozbě, a s tím související vyloučení zbraní hromadného ničení a v neposlední řadě demokratizace hlavních i regionálních mocností. 20. září 2001 vyhlásil americký prezident G.W.Bush „válku proti terorismu“ s tezí, že Spojené státy mají právo postavit se proti zemím, které teroristům pomáhají nebo je přechovávají.

#### Operace Trvalá svoboda 2001 v Afghánistánu
Prvním uplatněním Bushovy doktríny v praxi byla vojenská invaze do Afghánistánu a svržení islámského režimu Tálibánu, který Usámu bin Ládinovi v minulosti opakovaně poskytl azyl. Válka v Afghánistánu byla zahájena 7. října 2001 pod názvem operace Trvalá svoboda. Od samého začátku byla vnímána jako první odpověď Spojených států na teroristické útoky 11. září 2001. Začala v době, kdy se tehdejší americké administrativě dostávalo projevů solidarity a podpory celého světa. Ochotu spolupracovat s americkou vládou projevil na počátku října 2001 i pákistánský prezident Parvíz Mušaraf tím, že otevřel svou zemi pro americké letectvo i pozemní vojska. 7. října začali Američané a Britové bombardovat tálibánské jednotky v Afghánistánu. Leteckými útoky proti cílům v Afghánistánu začala "válka proti terorismu". Na prvním místě vyhlášeného boje stál Usáma bin Ládin, představitel al-Káidy. Zasažen měl být i tálibánský režim v jihozápadní pákistánské provincii Kandahár. Spojené státy se stejně jako při vzdušných úderech proti Srbsku prováděných v rámci operaci Spojenecká síla v roce 1999 spolehly na tzv. „chirurgické údery“ ze vzduchu. Letecké útoky byly zahájeny 7. října 2001 a zcela zničily vojenské struktury al-Káidy a Tálibánu, zejména brigády, které bránily Kábul. Potom speciální komanda americké armády zajistila úkryty vůdců al-Káidy a postupně je zahnala do omezeného prostoru, a tím připravila jejich obklíčení a následné zničení. Výzbroj bin Ládinových bojovníků tvořily granátomety, lehké a těžké kulomety a rakety FIM-92 Stinger – tj. zbraně, které Spojené státy dodaly v roce 1986 do Afghánistánu v boji proti sovětské armádě. Postupným bombardováním se Severní alianci, která byla složena zejména z Tádžiků a Uzbeků, podařilo ovládnout severní část Afghánistánu. Poslední velké město, které zůstalo v rukou Tálibánu, byl Kandahár na vzdáleném jihu země u Pákistánu. Většina tálibánských vůdců město opustila dříve než padlo do rukou jejich protivníků. Usáma bin Ládin dopaden nebyl, zadržen byl jenom Chálid šajch Mohammed, který útoky naplánoval. I další dopadení teroristé a radikálové během akcí v Afghánistánu a Pákistánu byli internováni na základně Guantánamo na Kubě, kde jim byla odpírána veškerá práva, která jinak mají zadržení zločinci nebo váleční zajatci. Mnozí byli také při výsleších mučeni, což umožnila Bushova administrativa.
V polovině prosince 2001 operace Trvalá svoboda uvázla na pákistánské hranici. Instituce a úřady nově ustavené za podpory Američanů se ukázaly jako slabé, zkorumpované a málo uznávané. Na jejich podporu Rada bezpečnosti OSN zorganizovala umístění Mezinárodních bezpečnostních podpůrných sil (ISAF), jejichž první jednotky přijely v lednu 2002. ISAF nedošla uznání ani u Pentagonu ani u místních kmenů. V srpnu 2003, když se Spojené státy rozhodly soustředit všechno své úsilí na Irák, vyzvaly Severoatlantickou alianci, aby zajistila velení ISAF. Kontingenty ISAF, které tvoří vojska Spojeného království, Německa, Kanady, Nizozemska a Francie, mají zajišťovat hospodářský rozvoj. Tálibové se během této doby dokázali přeměnit z prosté náboženské milice na partyzánskou organizaci, nejúčinnější v dějinách Afghánistánu. Spojené státy a jejich spojenci za sebou nechali zemi ještě více rozdělenou než kdy předtím a na mnoha místech zcela zničenou, i když některá území dosáhla relativní prosperity.

#### Operace Irácká svoboda 2003

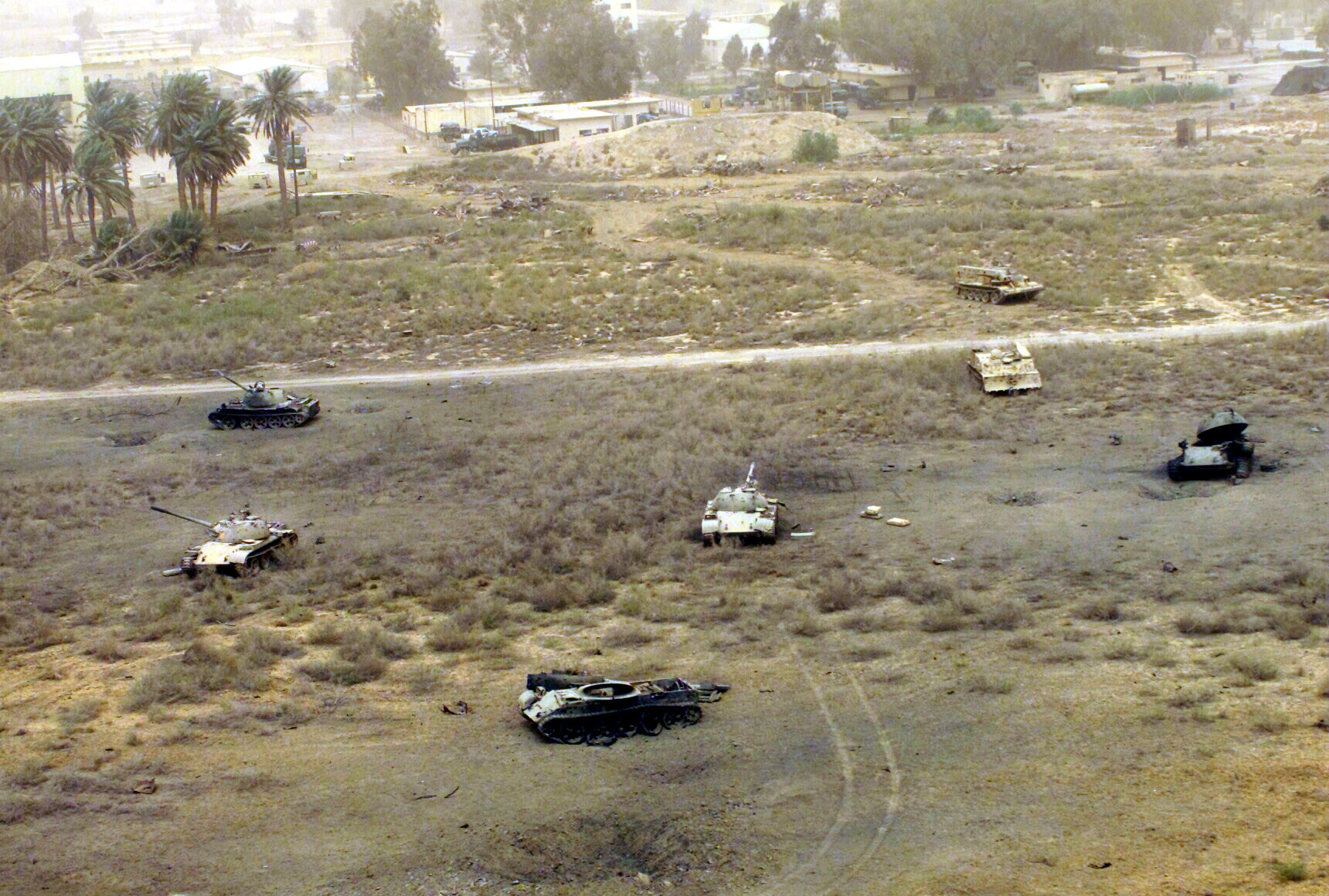
Zničené irácké tanky poblíž Al Qadisiyah

Prosazování demokracie je z perspektivy Bushovy doktríny přípustné i silou, pokud to Spojené státy, ochránce globálního řádu poslední instance, považují za nutné. Po operaci Trvalá svoboda zahájené 7. října 2001 v Afghánistánu byla provedena operace Irácká svoboda 2003 jako druhá fronta globální války proti terorismu. Na konci listopadu 2001 se američtí vojenští stratégové zaměřili na Irák, což potvrdila také bezpečnostní poradkyně prezidenta G. W. Bushe Condoleezza Riceová prohlášením: „Už před 11. zářím jsme věděli, že Saddám Husajn je nesmírně nebezpečný člověk. Představuje nebezpečí pro vlastní lid. Saddám Husajn je hrozbou pro celou oblast Blízkého východu – a představuje ohrožení také pro nás." Její slova odrážela prezidentovo rozhodnutí využít šanci a odstranit nebezpečí nazývané Saddám Husajn. George W. Bush americkému lidu oznámil, že v boji proti terorismu nastane po Afghánistánu druhá fáze s odůvodněním, že je nepochybné, že Husajn vlastní biologické zbraně. Německo varovalo před nebezpečím rozšíření konfliktu i na Irák. Jedině britský ministerský předseda Tony Blair byl nezvratně rozhodnut setrvat na straně Spojených států. V létě 2002 měly Spojené státy připraveny plány na invazi do Iráku a zahájily ostrou diplomatickou kampaň k ospravedlnění útoku. Americko-britská invaze měla kódové označení Operace Irácká svoboda. Invaze se zúčastnili vojáci Spojených států, Velké Británie, Austrálie a Polska. Americko-britská invaze začala 20. března 2003, kdy bylo zahájeno krátké intenzivní bombardování politických a vojenských cílů. Jedním z hlavních cílů operace bylo zabít iráckého vůdce. Okupace hlavního města byla formálně dovršena 9. dubna. Spojené státy se po úspěšné invazi rozhodly nastolit přímou okupační správu, která měla v relativně krátkém čase prosadit v Iráku liberální demokracii a tržní hospodářství. Obsazení Fallúdži, Ramádí a dalších někdejších opěrných bašt Saddámova režimu provedla Američany vycvičená „národní armáda“, o niž se opíral demokraticky zvolený režim v Bagdádu. Byla složena z příslušníků šíitských klanů z iráckého středu a jihu a její důstojnický sbor byl často zcela nekompetentní. Při pacifikaci přebíraných území jí napomáhali neoficiální šíitské milice, jež nebyly organizačně začleněny do armádní struktury, a nikdo je neměl pod kontrolou – např. Mahdího armáda. Rodina jejího ideového vůdce oplakávala několik význačných teologů mučených a popravených za Saddámova režimu. Především vzhledem k jejich činnosti docházelo k násilí v sunnitských oblastech, kde se mezi lety 2012–2013 kultivovanými demonstracemi Arabského jara snažili protestovat proti přehmatům „demokraticky“ zvoleného režimu v Bagdádu, ba dokonce mu nabízeli pomoc při potlačování záškodnických skupin al-Káidy. Šíitští rekrutové „národní armády“ nikdy nepovažovali severozápadní Irák za svou „vlast“. Za těchto okolností byly v červnu 2014 dané oblasti Iráku obsazeny jednotkami tzv. Islámského státu, známého též pod zkratkami ISIL, ISIS nebo arabským akronymem Dáiš. V jejich čele stáli převážně bývalí důstojníci a instruktoři Saddámovy armády, kteří se přišli mstít. Přitom docházelo k mediálně zveřejňovaným masovým popravám zajatých vojáků irácké „národní armády“ a příležitostným masakrům státních úředníků z řad obyvatel sunnitských měst, např. dvoumilionového Mosulu, kteří „kolaborovali“ s bagdádskou vládou a odmítli se podrobit této struktuře. Zejména po odchodu americké armády docházelo k aktům pomsty – věznění, mučení a popravám osob, o nichž se mělo za to, že kolaborovaly se Saddámovým režimem, nebo příslušníků sunnitských kmenů, kteří nestačili utéci. V roce 2012 splnil americký prezident Barack Obama svůj předvolební slib a ohlásil stažení amerických jednotek z Iráku. Tento záměr Obama koncem roku také uskutečnil. Dodatečně vyšlo najevo, že Saddám Husajn nejen neměl zbraně hromadného ničení, což bylo jednou ze záminek útoku, ale neměl ani žádné vazby na al-Káidu, která prosazovala militantní formu islámu, zatímco on měl blízko k sekularismu. Invaze Spojených států a spojenců do Iráku v roce 2003 vytvořila předpoklady pro vznik Islámského státu a předčasný odchod vojáků v roce 2011 umožnil jeho expanzi. Občanská válka v Sýrii, která začala v roce 2011, mu následovně vytvořila prostředí, v němž se mohl dál šířit.

#### Uplatnění Bushovy doktríny v Sýrii

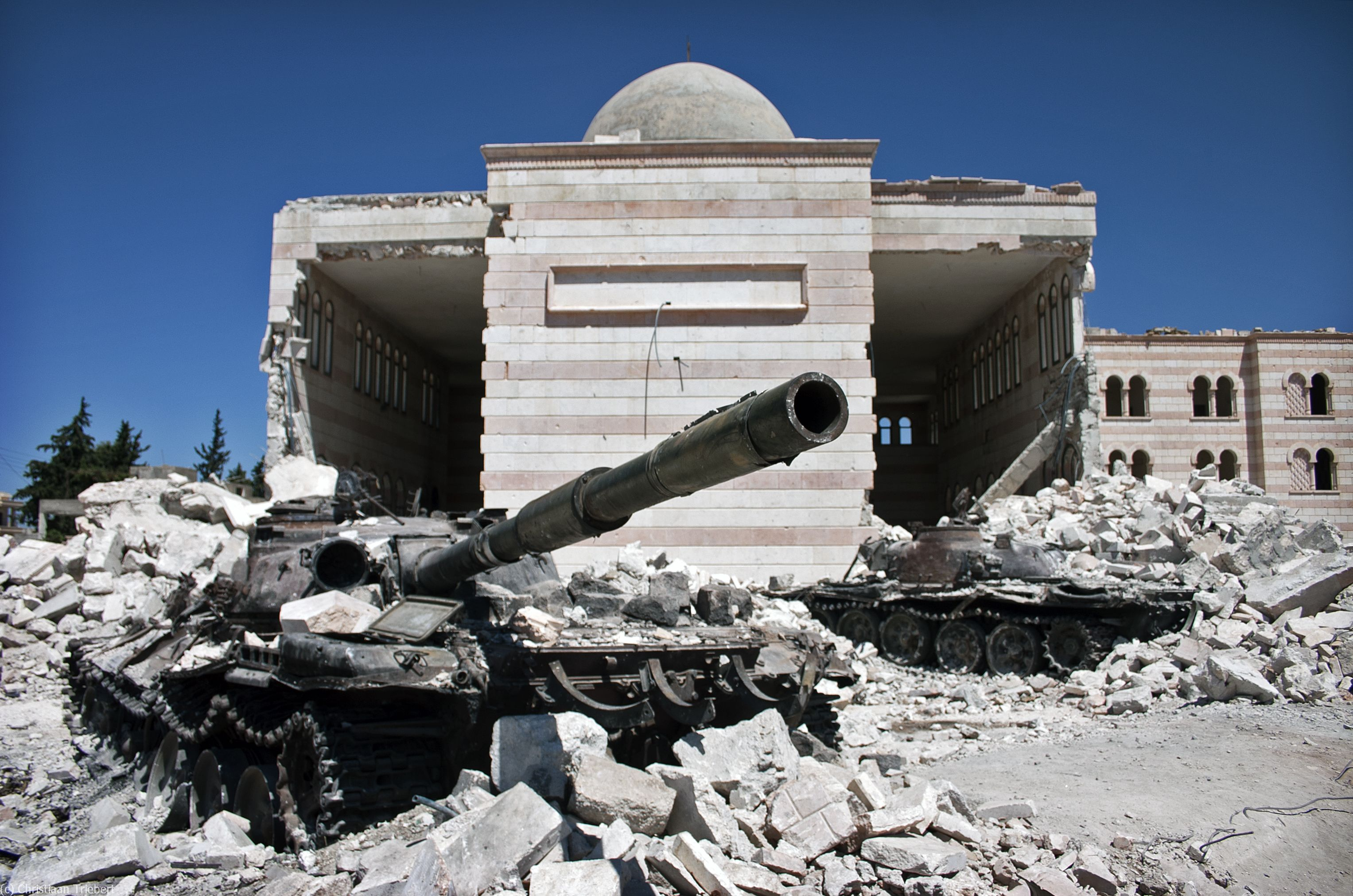
Dva zničené syrské tanky v Azazu, srpen 2012.

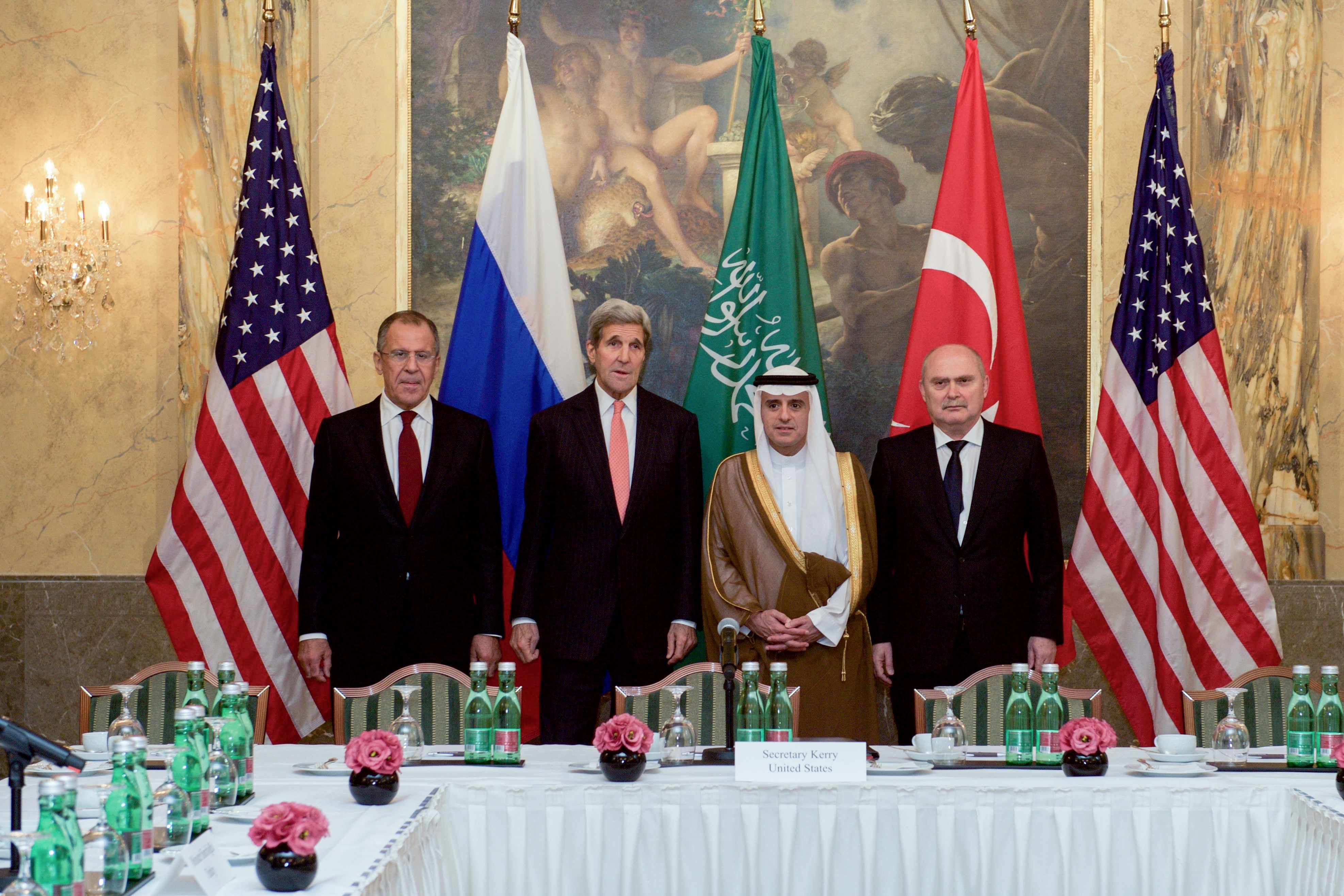
Zahraniční ministři Ruska, USA, Saúdské Arábie a Turecka ve Vídni před čtyřdenním jednáním o Sýrii, 29. října 2015

Po rozpadu východního bloku a ukončení studené války prosazují Spojené státy v oblasti Blízkého východu stále samostatnější postupy, které s postoji spojenců v NATO a Evropské unii nemusí být vždy v souladu (nejednotně se Evropa stavěla k americké intervenci do Iráku v roce 2003). V Sýrii se události arabského jara změnily ve vleklou „občanskou“ válku. Spojené státy a státy Evropské unie v duchu politiky dvojího metru na jedné straně vojensky zasáhly 19. března 2011 v Libyi a dopustily, že byl potupným způsobem zavražděn plukovník Muammar al-Kaddáfí, někdejší přítel evropských lídrů, mezi které patří německý kancléř Gerhard Schröder nebo britský premiér Tony Blair, a na druhé straně od roku 2013 spolupracují se zjevně diktátorským režimem Bašára al-Asada v Sýrii na likvidaci chemických zbraní, přihlížejí systematickému vraždění „občanů“ Syrské arabské republiky vlastní „lidovou armádou“ a tajnou policií a považují al-Asada za partnera pro další vyjednávání o budoucnosti této země – to vše za diplomatického triumfu Ruska. Ve vztahu k zemím Blízkého východu pokračují Spojené státy v politice dvojího metru i v roce 2017. Dne 6. dubna 2017 podnikly Spojené státy masivní raketový útok na vojenskou základnu syrských sil Šajrát na západě země nedaleko Homsu v odvetě za chemický útok na civilisty na město Chán Šajchún v provincii Idlíb obsazeném opozicí, ke kterému došlo 4. dubna 2017. Z torpédoborců ve Středozemním moři bylo vypáleno 59 střel Tomahawk s plochou dráhou letu. K tomu zástupce Bílého domu sdělil: „S vysokou mírou jistoty usuzujeme, že útok chemickými zbraněmi z tohoto týdne byl veden z této základny leteckými prostředky pod velením Asadova režimu. S podobně vysokou mírou jistoty usuzujeme, že Asadův režim při těchto útocích použil neurotoxin podobný sarinu“. K útoku Trump řekl, že ho nařídil kvůli „životně důležitému zájmu národní bezpečnosti." Spojené státy nepřipustily možnost použití chemických zbraní protivládními spojenci, kteří oblast kontrolují, ani Islámským státem, přestože ten použil chemické zbraně 6. března 2017 v iráckém městě Mosul, které se stalo poslední baštou Islámského státu na území Iráku. V souvislosti s tímto použitím chemických zbraní upozornil regionální ředitel Červeného kříže Robert Maedini na to, že nasazení chemických zbraní je přísně zakázáno mezinárodními úmluvami. S Islámským státem bojuje Irák více než dva roky a 17. října 2016 vyhlásil začátek osvobozovací akce. Na útoku se podle místních médií podílejí irácká armáda, kurdští bojovníci a americké jednotky. Rusko tvrdí, že Sýrie nemá chemické zbraně a americký nálet na leteckou základnu byl podle ruské diplomacie útokem na suverénní stát. V říjnu 2017 poprvé přiznalo americké ministerstvo zahraničí nejen přítomnost, ale i používání chemických zbraní teroristy v Sýrii.
Dne 7. dubna 2018 se syrské město Dúmá, které bylo poslední baštou povstalců v oblasti východní Ghúta, údajně stalo terčem chemického útoku vládních sil. Informace o útoku přinesla organizace Bílé přilby, která má blízko k povstalcům. Na údajný chemický útok reagoval americký prezident Donald Trump tím, že za něj viníci tvrdě zaplatí. 14.4.2018 zaútočily Spojené státy spolu s Velkou Británií, v jejímž čele stojí premiérka Theresa Mayová, a Francií, prezentovanou prezidentem Emmanuelem Macronem, na tři zařízení v Sýrii spojené s vývojem, výrobou a skladováním chemických zbraní. Úřadující premiér Itálie Paolo Gentiloni oznámil, že Itálie se případného útoku na Sýrii nezúčastní. Přímou účast na zvažované intervenci odmítla i německá kancléřka Angela Merkelová. K útoku došlo bez mandátu Rady bezpečnosti OSN a generální tajemník OSN António Guterres situaci komentoval slovy: "Studená válka se vrátila mstivě, ale s rozdíly" a dodal, že záruky, které dříve bránily eskalaci, "zřejmě už neexistují".

### Počátky Islámského státu
Již v padesátých letech 20. století se v Abd an-Násirově vězení radikalizovali islamisté a o pár let později se stali první generací al-Káidy. Nebezpečí islámského odboje a terorismu kontinuálně narůstalo od osmdesátých let 20. století. Pojilo se s konflikty v Afghánistánu, Bosně, Iráku i v Sýrii. V Afghánistánu bojovali ještě převážně arabští muslimové. Pokud se uchýlili do azylu v Evropě (např. v Londýně), i nadále zaměřovali pozornost jen na nepřátele ve svých domovských zemích. Díky válce v Bosně se v devadesátých letech stal džihád zajímavým také pro evropské muslimy. Zkušenosti sbírali ve výcvikových táborech v Afghánistánu. Po zničení těchto táborů se od roku 2003 stal novým magnetem pro džihádisty celého světa Irák. Krátce po americké invazi do Iráku v roce 2003 byl otevřen blízko irácko-kuvajtské hranici americký vězeňský tábor Bucca. Tábor byl místem, kde koaliční síly v Iráku shromažďovaly tisíce válečných zajatců, aby nemohli dál škodit. Zároveň však také místem, kde zajatci urputně plánovali akce proti "nevěřícím psům"  Zvláštní prostředí věznice dovedlo ke spojenectví dvě skupiny, které by se za jiných okolností nespojily – příznivce baasistické strany Saddáma Husajna a islámské fundamentalisty. Svůj díl si v této věznici odkroutil i budoucí šéf Islámského státu Abú Bakr al-Bagdádí. V roce 2009 byl tábor Bucca uzavřen. Zajatci, kteří v něm zůstali, mezi nimi bývalí i budoucí džihádisté, byli jednoduše posláni domů. Bývalá věznice byla v podstatě kolébkou Islámského státu. Do konce roku 2011 stáhl Obama americké vojáky z Iráku a ponechal jej napospas islamistickým bojůvkám, které už za přítomnosti Američanů začaly vyhánět, zabíjet a okrádat, do té doby prosperující, křesťanskou menšinu. Stovky důstojníků propuštěných z Američany zrušené Saddámovy armády spolu s tisíci mladými sunnity naštvanými na šíitskou iráckou vládu organizovali novou podzemní armádu, z níž v dubnu 2013 vznikne ISIS.

### Vznik tzv. "Islámského státu"

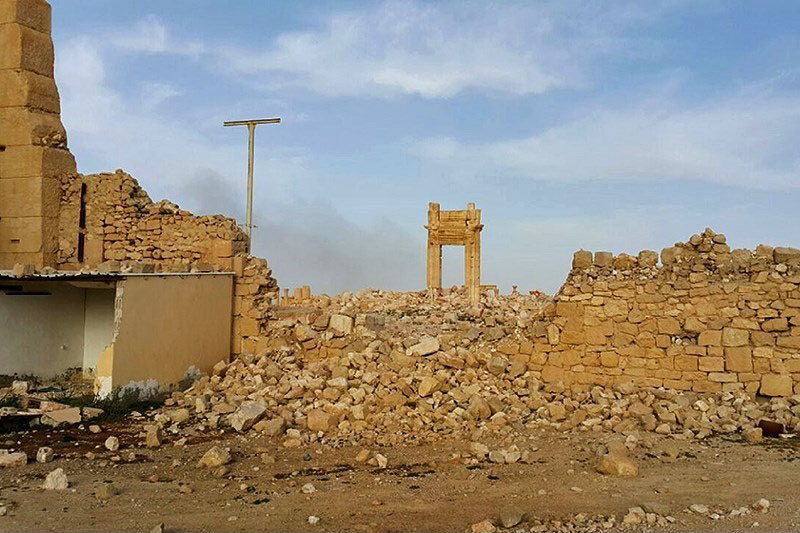
Belův chrám v Palmýře zničený Islámským státem

Islámský stát je radikální sunnitská džihádistická organizace blízká al-Káidě, která zastává extrémně fundamentalistickou verzi sunnitského islámu – salafismu. Cílem uskupení je obnovit chalifát na územích, které v dějinách bylo pod muslimskou nadvládou. Tento strategický cíl zasahuje území tří kontinentů – Afriky, Asie a Evropy. V roce 2013 začala organizace používat modifikovaný název Islámský stát v Iráku a Levantě (ISIL) a Islámský stát v Iráku a Sýrii (ISIS). Na územích, která ISIS ovládá, dochází až ke genocidnímu násilí páchanému na křesťanech, šíitech, ale také na umírněných sunnitech. Na druhou stranu však ISIS nedrží ovládané území pouze pomocí teroru. Celá řada sunnitských obyvatel oblasti je s jeho vládou vcelku spokojená, protože nevidí velký rozdíl mezi ní a vládou svržených diktátorů. Pro mnohé kmenové svazky a rody je faktické zrušení syrsko-irácké hranice a tedy ukončení Sykes–Picotovy dohody z roku 1916 nastolením historické spravedlnosti. Klíčovým datem v dějinách Islámského státu je 29. červen 2014, kdy poprvé vystoupil jeho vůdce Abú Bakr al-Bagdádí na veřejnosti v černém rouchu a prohlásil se za chalífu. V osvobozených částech Sýrie a Iráku byl vyhlášen chalífát „Islámský stát“. Islámský stát je možno charakterizovat jako nelegitimního aktéra, který reprezentuje novou formu totalitního režimu, který postupně naplňuje některé rysy státnosti a vykonává řadu funkcí státu:
1. zajistil uspořádaný a legalizovaný systém vládnutí na určitém území,
2. má vlastní vojsko (v zemích, kde panuje chudoba se stává atraktivním zaměstnavatelem),
3. je velmi efektivní při vybírání daní na ovládaném území (díky promyšlenému systému financování se mu podařilo získat nezávislost na cizích sponzorech – v listopadu 2014 dokonce zavedl vlastní měnu),
4. místní představitelé a kmenoví vůdcové jsou používáni k obsazování byrokratických pozic a provozování různých institucí (s využitím jejich odborných znalostí typu zdravotní péče, vzdělávání nebo účetnictví),
5. poté, co byl vyhlášen chalífát, objevily se náznaky další funkce státu – definování pravidel pro občanství a výčet práv a povinností občanů,
6. vedle poskytování sociálních a zdravotních služeb a organizace humanitární pomoci na získaném území zavádí nebo transformuje vzdělávací instituce,
7. byly zřízeny islámské soudy, přičemž zavádění islámského práva jako jediného zdroje autority je hlavní složkou vize chalífátu (zejména islamisté ze Saúdské Arábie a Jemenu věří, že to, co dělají ve jménu Islámského státu, je dobré pro islám a Boha).[53]

Pokud dojde k pádu Islámského státu, dojde také k prohloubení syrského konfliktu. Své zájmy v Sýrii prosazuje Rusko, které podporuje syrského prezidenta Bašára Asada, stejně jako Írán a libanonský Hizballáh. Rusku jde o přístup ke Středozemnímu moři, zatímco Hizballáhu a Íránu o podporu šíitských souvěrců a omezení nástupu sunnitů. Ti mají naopak podporu Kataru, Spojených arabských emirátů a hlavně wahábistické Saúdské Arábie, protože se bojí šíitské expanze řízené Teheránem. Svou kartu hraje Turecko, které také podporuje sunnity, a dlouho nezasahovalo, čehož využívaly teroristické sunnitské organizace Fronta an-Nusrá a Islámský stát. V poslední době ale Ankaře jde hlavně o to, zamezit posilování Kurdů, kteří jsou jednou z hlavních sil v boji proti Islámskému státu, neboť se bojí vlastních separatistických Kurdů. Turecká armáda bombardovala 26. dubna 2017 pozice vojáků Strany kurdských pracujících (PKK), kterou Turecko považuje za teroristickou organizaci. Během operace zemřely také desítky příslušníků Lidových obranných jednotek (YPG) a iráckých Pešmergů. Vedení iráckého autonomního Kurdistánu oznámilo, že při náletech zemřelo 6 Pešmergů a nálety označilo za nepřijatelné, uvádí agentura Reuters. Útoky také zničily základnu milice YPG, která je Tureckem také považována za teroristickou organizaci, nicméně působí v koalici bojující proti teroristům ISIS. Zemřelo 20 lidí, dalších 18 bylo zraněno. Znepokojení z útoku vyjádřilo hned několik zemí včetně Iráku. Podle nich útoky poškozují snahu koalice ve válce proti teroristům ISIS. Dne 23. března 2019 informovala agentura Reuters s odvoláním na vyjádření mluvčího arabsko-kurdské koalice Syrských demokratických sil (SDF) podporovaných Spojenými státy Mustafy Bálího, že byl Islámský stát poražen na posledním zbytku svého území, v obci Baghúz na východě Sýrie. Podle agentury AP je ale ohlášení definitivního vítězství možná předčasné. Americký prezident Donald Trump ohlásil konečné vítězství nad islamisty již v pátek 22. března 2019.